# Força Aèria Alemanya

La Luftwaffe és la força aèria alemanya. El precedent de la Luftwaffe, el Fliegertruppen des deutschen Kaiserreiches (Servei Aeri de l'Exèrcit de l'Imperi Alemany), va ser fundat el 1910. Els aparells militars voladors del Servei en un primer moment es van usar per missions de reconeixement en suport dels exèrcits en terra, de la mateixa manera que havien fet els globus que es van usar durant la Guerra Austro-prussiana de 1870–1871 i fins i tot abans, durant les Guerres napoleòniques, car es va usar la vigilància aèria per primera vegada en guerra quan els francesos van usar globus aerostàtics per a espiar les posicions aliades abans de la batalla de Fleurus, el 26 de juny de 1794. Els exèrcits britànic i francès també comptaven amb unitats de reconeixement aeri creades en la dècada del 1910.

## Primera Guerra Mundial

Insígnia de la Luftstreitkräfte de l'Imperi Alemany (1916-1918)

Durant la Primera Guerra Mundial es van usar diferents tipus d'aparells voladors, des de caces de tres ales com el Fokker Dr.I a avions de reconeixement o bombarders, o zeppelins per observació o bombardeig, com a unitats integrades en l'exèrcit de terra o la marina, però no com cos independent.
L'exèrcit imperial va usar zeppelins per bombardejar objectius civils contra França i Bèlgica sense gaire èxit, perquè tot i que al principi de la guerra semblaven superar tècnicament als avions, car eren igual de ràpids, duien més armes, podien dur més càrrega de bombes i podien abastar llargues distàncies, la seva vulnerabilitat al foc antiaeri es va fer evident en els primers atacs, en els que es van abatre tres aparells, cosa que va fer que el comandament perdés la confiança en ells i van ser reassignats a la Kaiserliche Marine, la marina imperial per ser usats en missions de reconeixement naval en el Mar del Nord i la mar Bàltica.

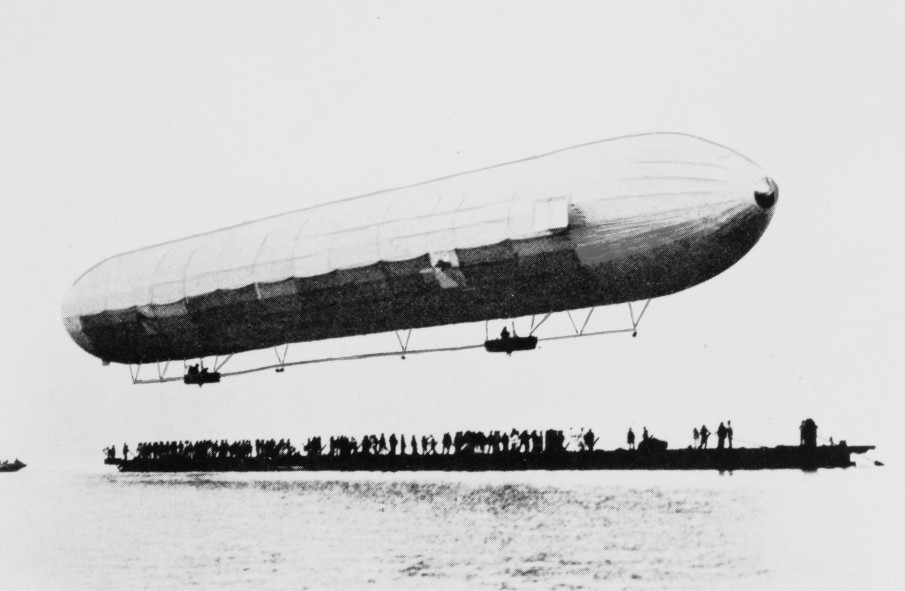
Ascenció del primer zeppelin

Es van usar els zeppelins també en atacs nocturns al Regne Unit a baixa altitud, per atacar centres industrials i urbans. Els atacs aeris eren repel·lits amb llums antiaeris i foc antiaeri, i en els primers anys l'única manera d'abatre un zeppelin amb un altre aparell volador era bombardejar-lo. El 1916, tot i que van aparèixer nous zeppelins que permetien volar sobre els núvols, doblant l'altitud d'ús per evitar l'artilleria, també van aparèixer els avions amb les metralladores davanteres, que permetien abatre els bombarders més fàcilment, i això va marcar el final de l'època dels zeppelins.
Van ser els caces els que van rebre tota l'atenció, dedicats a tasques de reconeixement i bombardeig, però també en combat aeri, en el que van sorgir asos com Manfred von Richthofen, conegut com el Baró vermell, Ernst Udet, Hermann Göring, Oswald Boelcke, Max Immelmann i Werner Voss.

## Entreguerres
Després que la guerra acabés amb derrota alemanys, el servei va ser dissolt a conseqüència del Tractat de Versalles, que obligava a la destrucció dels seus avions. Com a resultat d'aquesta dissolució, la RAF del Regne Unit es considera la força aèria més antiga del món, fundada l'1 d'abril de 1918.
Alemanya va esquivar la prohibició detenir un exèrcit aeri, al principi formant pilots en escoles d'aviació civil, i més tard creant en secret a Lipetsk una base aèria en la que es pilotaven avions holandesos, alemanys i soviètics, del 1924 al 1933 en col·laboració amb la Unió Soviètica. La base va ser coneguda com el 4t escamot de l'ala 40 de l'exèrcit roig
El 25 de febrer de 1935, Adolf Hitler va ordenar Hermann Göring que reinstaurés la Luftwaffe, contravenint el Tractat de Versalles signat el 1919, amb l'aprovació implícita de França, el Regne Unit i la Societat de Nacions que no van fer res per impedir-ho.
La Luftwaffe va tenir l'oportunitat ideal per provar seus pilots, aparells i tàctiques a la Guerra Civil espanyola, quan s'hi va enviar la Legió Còndor en suport dels sublevats. S'hi van enviar moderns aparells com els bombarders Stuka i els caces Messerschmitt Bf 109, amb les marques dels nacionalistes per substituir les insígnies alemanyes. S'hi van provar els bombardeigs sistemàtics a la ciutat de Guernica el 26 d'abril de 1937 per provar les teories del bombardeig estratègic formulades pel General italià Giulio Douhet

## Segona Guerra Mundial

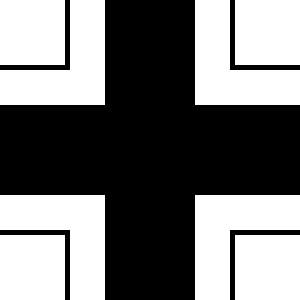
Emblema durant la Segona Guerra Mundial

Al principi de la Segona Guerra Mundial, la Luftwaffe era una de les més modernes, poderoses i experimentades forces aèries del món, dominant els cels d'Europa amb avions més avançats que els dels contrincants. La Luftwaffe va ser essencial en la tàctica de la Blitzkrieg, car el suport ofert pels bombarders Stuka i una aclaparadora flota de caces van ser la clau per diversos èxits inicials.
Després de la batalla d'Anglaterra, la Luftwaffe va començar a perdre embranzida perquè els avions aliats van començar a ser més avançats i més poderosos que els alemanys.
Al final de la guerra, la Luftwaffe ja no va ser un factor determinant, tot i desplegar aparells com el Messerschmitt Me 262, per la manca de combustible, la poca capacitat de producció i la poca disponibilitat de pilots entrenats.

## Guerra Freda

Emblema de les aeronaus de l'Alemanya de l'Est

Després de la guerra l'aviació militar alemanya va ser prohibida, i la Luftwaffe es va desmantellar l'agost del 1946 fins que els aliats occidentals van veure en la Unió Soviètica i el Pacte de Varsòvia una amenaça, el 1955, en el període conegut com a Guerra freda, quan es va poder equipar amb aparells alemanys amb disseny estatunidenc, i s'hi van reincorporar nombrosos pilots de la guerra. Durant els anys 1960 diversos Lockheed F-104 es van estavellar després de ser modificats per servir la Luftwaffe. Entre el 1965 i el 1970, dues ales de terra van equipar míssils Pershing I amb caps nuclears, i el 1970, es van millorar a Pershing IA, sempre custodiats per l'exèrcit estatunidenc. Els míssils es van destruir el 1991.

Insígnia de la Luftwaffe

Des dels anys 1970, la Luftwaffe, juntament amb altres forces aèries, va participar en el desenvolupament de naus europees com el Panavia Tornado i més recentment l'Eurofighter Typhoon.

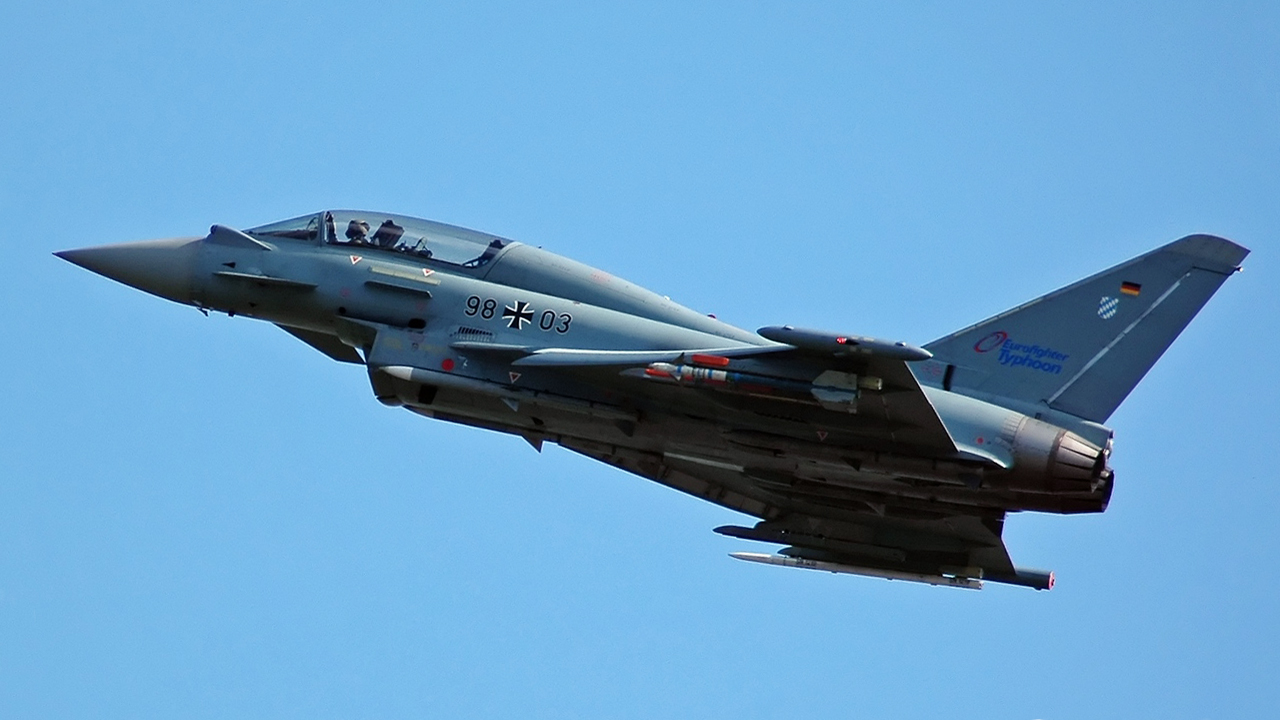
Un Eurofighter Typhoon alemany de la Luftwaffe

La força aèria de l'alemanya de l'est, la Luftstreitkräfte, es va bastir d'aparells produïts a països del Pacte de Varsòvia, com el Sukhoi Su-17 i els més famosos Mikoian-Gurévitx com els caces MiG-21, MiG-23 i MiG-29 i servien com una extensió de l'Exèrcit Roig a la RDA, sent l'únic país que usava els mateixos aparells que els soviètics, en lloc de models rebaixats per l'exportació. Com extensió de la força aèria soviètica gaudia de poca autonomia.

## Reunificació

Roundel of Germany – Type 1 – Border

Després de la reunificació, aparells i pilots de la RDA van integrar-se en la Luftwaffe, tot i que la majoria d'aparells es van vendre a països de l'est membres de l'OTAN com Polònia o els països bàltics. Una ala completa, l'Ala 72 Steinhoff de caces, de Laage, que pilotaven MiG-29 comprats durant la reunificació i es van fer servir per entrenar tàctiques de combat aeri fins que finalment es van vendre els aparells a Polònia el 2004. El març de 1999, per primer cop des de 1945, la Luftwaffe va entrar en combat en la Guerra de Kosovo en l'Operació Força Aliada com a part de l'OTAN, i aquest fet va ser molt controvertit a Alemanya, on la constitució obliga a no participar en guerres ofensives.

## Aeronaus
| Aeronaus                    | Imatges | Origen       | Tipus                               | Nombre d'unitats | Model                   |
| --------------------------- | ------- | ------------ | ----------------------------------- | ---------------- | ----------------------- |
| Eurofighter Typhoon         |         | Unió Europea | Caça polivalent                     | 140              | EF2000                  |
| Panavia Tornado             |         | Unió Europea | Caça bombarder                      | 76               | Tornado ECR Tornado IDS |
| Airbus A319CJ               |         | Unió Europea | Avió de passatgers                  | 2                | A319CJ                  |
| Airbus A340                 |         | Unió Europea | Avió de passatgers                  | 2                | A340-313                |
| Bombardier Global Express   |         | Canadà       | Avió privat                         | 4                | Global Express 5000     |
| Airbus A400M Atlas          |         | Unió Europea | Avió de transport militar           | 5                | A400M                   |
| Transall C-160              |         | Unió Europea | Avió de transport militar           | 30               | C-160D                  |
| Airbus A310 MRTT            |         | Unió Europea | Avió d'avastament en vol            | 5                | A310-304 MRTT           |
| Sikorsky CH-53 Sea Stallion |         | Estats Units | Helicòpter de transport militar     | 66               | CH-53G/CH-53GS          |
| Eurocopter AS532 Cougar     |         | Unió Europea | Helicòpter de transport militar     | 3                | AS-532 U2               |
| Eurocopter EC145            |         | Unió Europea | Helicòpter de reconeixement militar | 2                | H145M                   |